# ヘンリー・エマーソン
ヘンリー・エヴェレット・"ハンク"・エマーソン（Henry Everett "Hank" Emerson, 1925年5月28日 - 2015年2月4日）は、アメリカの軍人。1970年代、第2歩兵師団長を務めたことで知られる。当時、第2師団にはコリン・パウエルが大隊長として勤務していた。

## 経歴
1925年、ワシントンD.C.のウォルター・リード陸軍病院にて生を受ける。父はウォルター・リード陸軍病院に勤務する陸軍衛生隊所属の軍医将校だった。幼少期は父の転勤に従いアメリカ各地やフィリピンなどを転々とする。エマーソン家は代々続く医師の家系だった為、父はヘンリーも医師になることを望んでいた。彼も期待に応えようと医学部への進学を目指していたが、やがて周囲の友人（多くは軍人の息子）と関わるうちに陸軍士官学校への進学を夢見るようになった。その後、ローウェル・ハイスクール在学中に予備役将校訓練課程へ参加した。

### 軍歴
1947年、陸軍士官学校を卒業し、歩兵科少尉に任官する。最初の配属先は朝鮮半島に展開する第7歩兵師団第5歩兵連隊第1大隊であった。
エマーソンはベトナム戦争中、奇抜な戦術を用いる野戦指揮官としてその名を知られるようになる。彼はベトコンに対向する為の空中偵察および対ゲリラ戦に関する戦術をいくつか考案している。捜索対象範囲を小さなグリッドに分割して市松模様状に塗り分け、そのうち色を塗が塗られた部分のみを小部隊によって捜索するという偵察手法や、ヘリコプターを用いた包囲戦術である「ジルバ戦術」（Jitterbug tactics）などがその一例である。また現地軍（南ベトナム軍）の部隊を搭載したヘリコプターを待機させ、必要に応じて外国軍（アメリカ軍など）の支援に向かわせる戦術は「イーグル・フライト」（Eagle Flights）と呼ばれた。素早く包囲を形作った上で敵の撃滅を行う「シール・アンド・パイル・オン戦術」（seal-and-pile-on technique）も、エマーソンが考案したものである。

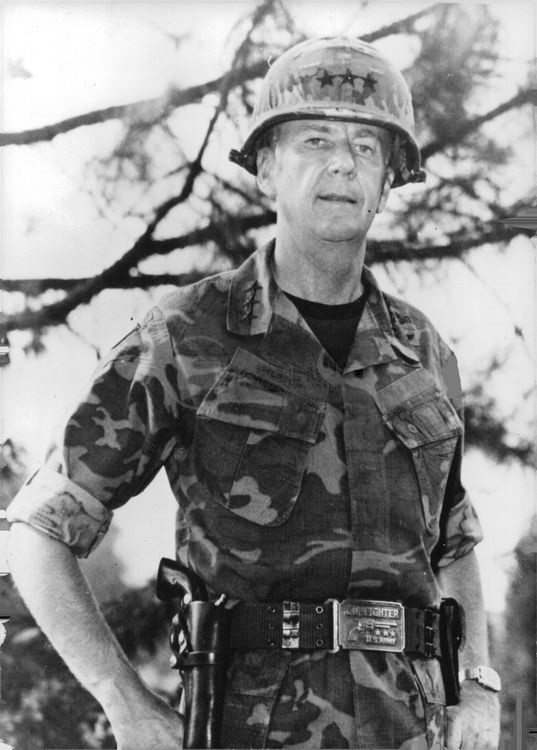
私物の6連発回転式拳銃を腰にさげるエマーソン。（1975年撮影）

彼はいくらかエキセントリックな性格であることからも有名だった。例えば彼は陸軍の制式拳銃M1911ピストルではなく、カウボーイ・スタイルの古めかしいリボルバーを好んで身につけていた。「ガンファイター」(Gunfighter)のニックネームもここに由来する。また、隷下将兵に対し、人種的融和を促すべくプロ・フットボールの黒人選手と白人選手の友情を描いたテレビ映画『ブライアンズ・ソング』の視聴を義務付けていた。当時エマーソンの側近の1人だったコリン・パウエルは、エマーソンは常に配下の兵隊達に愛情を注ぎ、また常に彼らの福祉に関心を払っていたと述べている。
パウエルによれば、エマーソンの指揮下で師団の脱走兵は50%以上減少し、再入隊志願者はほぼ200%増加したという。
エマーソンは「逆サイクル」の訓練が効果的であると信じていた。すなわち、訓練兵らは日中に眠り、夜間に訓練を行うのである。コンバットスタイルのスポーツも好んでおり、当初は「ルール無し」のコンバット・フットボールやコンバット・バスケットボールを行わせていたが、怪我人が続出したため後には多少のルールが追加された。
1974年、ある大隊で分隊対抗戦闘競技大会が実施された時、最優秀分隊となったのは兵卒のみで臨時に編成された分隊だった。この分隊を率いた兵士に会ったエマーソンは、「なぜ君は軍曹じゃないんだ」と尋ねた。兵士が「勤務期間がまだ足りないのです」と応じると、エマーソンは大隊長と旅団長をその場に呼びつけ、やはり「なぜ彼は軍曹じゃないんだ」と尋ねた。部隊長らが「ええと、はい、間もなく昇進する予定です」と応じると、エマーソンは「馬鹿が、彼は今すぐ軍曹にならねばならんのだ」と答え、直ちに副官に命じて軍曹の階級章を調達させ、これを兵士の軍服にピンで止め、部隊長らにその場で公式に昇進させるように命じたという。
エマーソンはヘリコプターに搭乗しメコンデルタ方面で指揮を執っていた折に撃墜され、重度の火傷を負った。その後、ベトナムから韓国勤務に移る。1975年から1977年の退役までに第18空挺軍団司令やフォート・ブラッグ基地司令などを務めた。

### 退役後

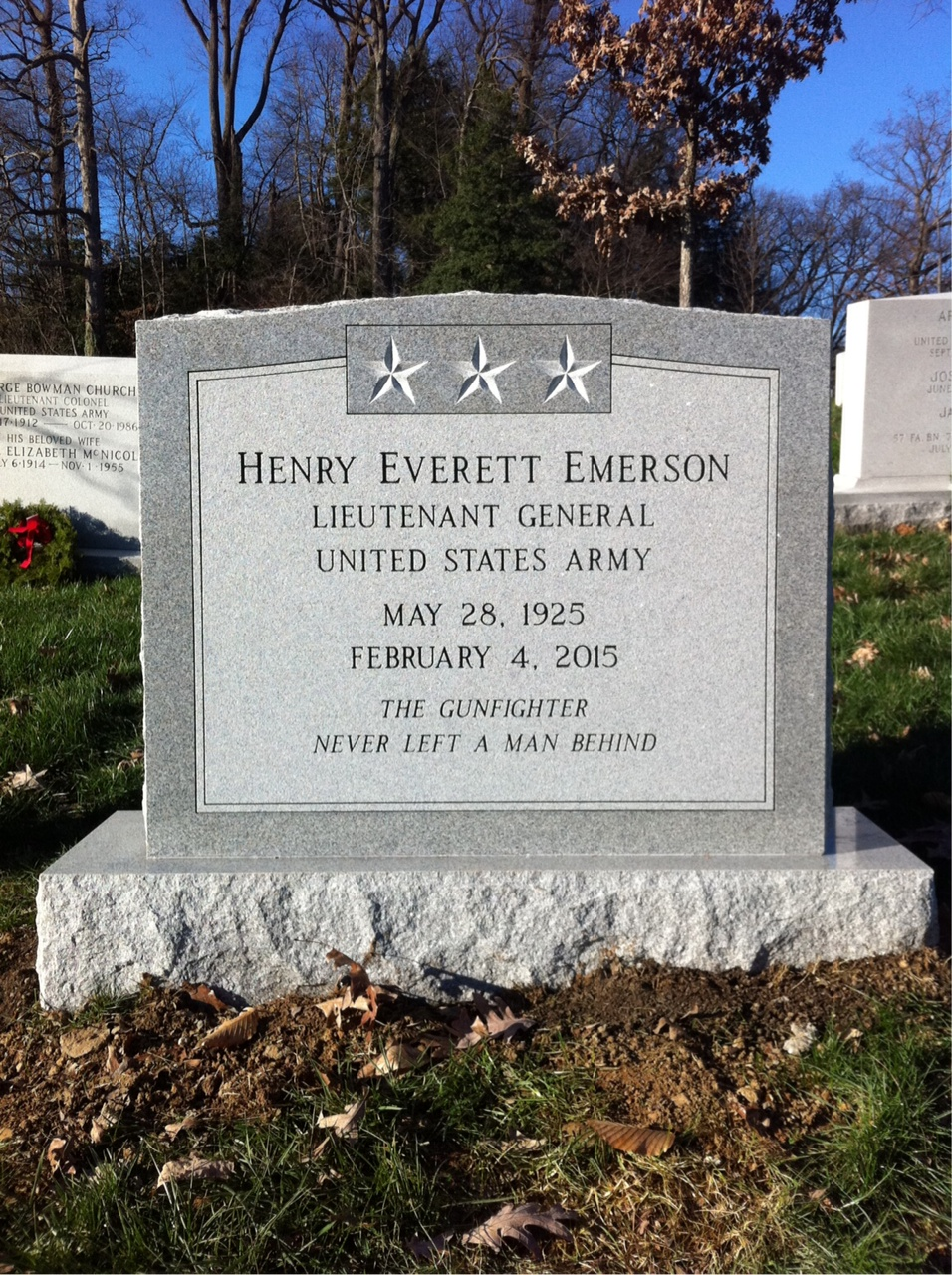
エマーソンの墓碑

1989年、デイヴィッド・ハックワース元大佐と共にアメリカ太平洋軍にて対ゲリラ戦に関する講演を行う。1992年、士官学校の制度改革に関する議論が持ち上がる。従来、アメリカ合衆国における士官学校卒業生は卒業の時点で正規軍将校としてのキャリアが保証されていたが、新制度の元では予備役将校訓練課程出身者などと共に予備役将校としての身分のみ与えられ、その後に改めて選抜を受けた上で正規軍将校に任官するものとされていた。この新制度についてはジョージ・パットン・ジュニア元少将など伝統を重視する士官学校出身者からの反発も大きかったが、エマーソンは新制度に肯定的な立場を取っていた。1997年、何人かの退役将軍らと共にビル・クリントン大統領に対し対人地雷禁止条約への参加を求めるキャンペーンに参加する。
退役後はモンタナ州ヘレナで暮らした。キャニオン・フェリー湖のほとりにあった自宅には、ダグラス・マッカーサー将軍の言葉「老兵は死なず、ただ消え行くのみ」（Old soldiers never die; they just fade away.）から引用した「フェイドアウェイ」という名を冠していた。彼は退役後も軍人風の言葉遣いと振る舞いを好んでいたという。2015年2月4日、フロリダキーズにて死去した。友人たちによれば、彼らは厳しい冬の間はモンタナを離れていた方が良いと常々忠告していたが、釣りと狩りを愛していたエマーソンがフロリダに移ったのは1月になってからで、3月にはモンタナへ戻ることを予定していた。遺体はアーリントン国立墓地に埋葬された。